# Sauropleura
Sauropleura (що означає «бік ящірки») — це вимерлий рід нектрідових тетраподоморфів родини Urocordylidae. Викопні рештки відомі в США (Техас, Огайо) і Європі (Чехія). Включаються такі види:
- Sauropleura bairdi
- Sauropleura longicaudata
- Sauropleura pectinata
- Sauropleura scalaris